# Eugeniusz Kazimirowski
Eugeniusz Marcin Kazimirowski (ur. 11 listopada 1873 w Wygnance, zm. 23 września 1939 w Białymstoku) – polski malarz, twórca pierwszego obrazu Jezusa Miłosiernego.

## Życiorys
Był synem Augustyna i Marii z Kossowskich h. Abdank. W latach 1892–1897 studiował w Akademii Sztuk Pięknych w Krakowie. Od 18 maja 1897 kształcił się w Akademii Sztuk Pięknych w Monachium u Johanna Caspara Hertericha. Później odbył podróże artystyczne po Francji i Włoszech. Był członkiem Polskich Drużyn Strzeleckich w Czortkowie i POW w Wilnie.

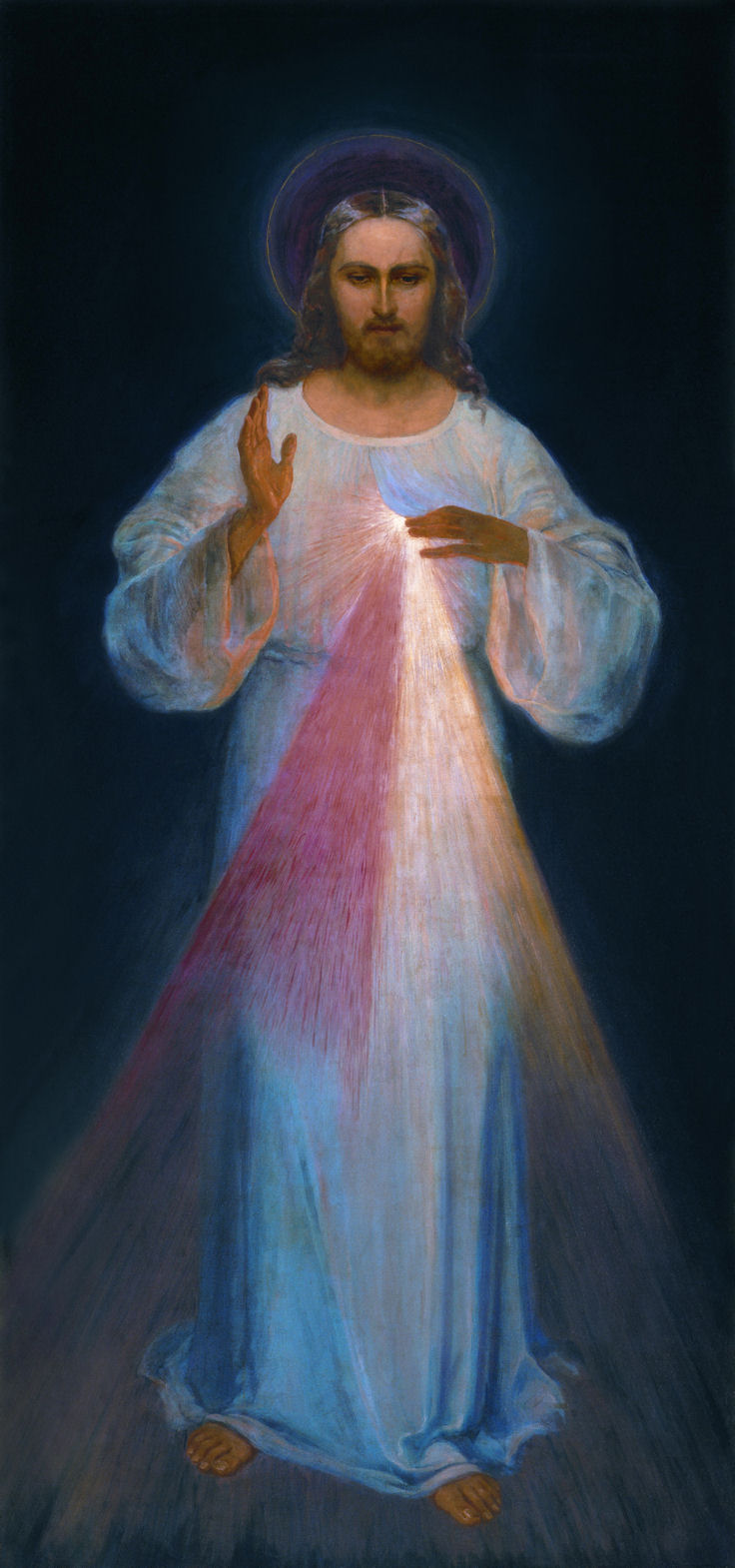
Obraz Eugeniusza Kazimirowskiego Jezus miłosierny, 1934

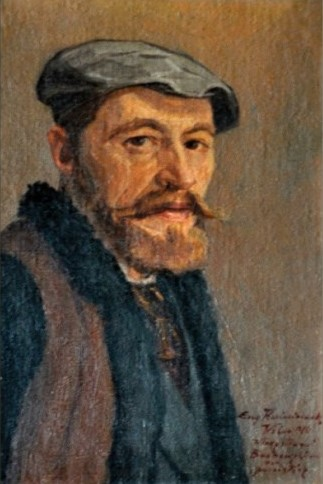
Autoportret, 1915

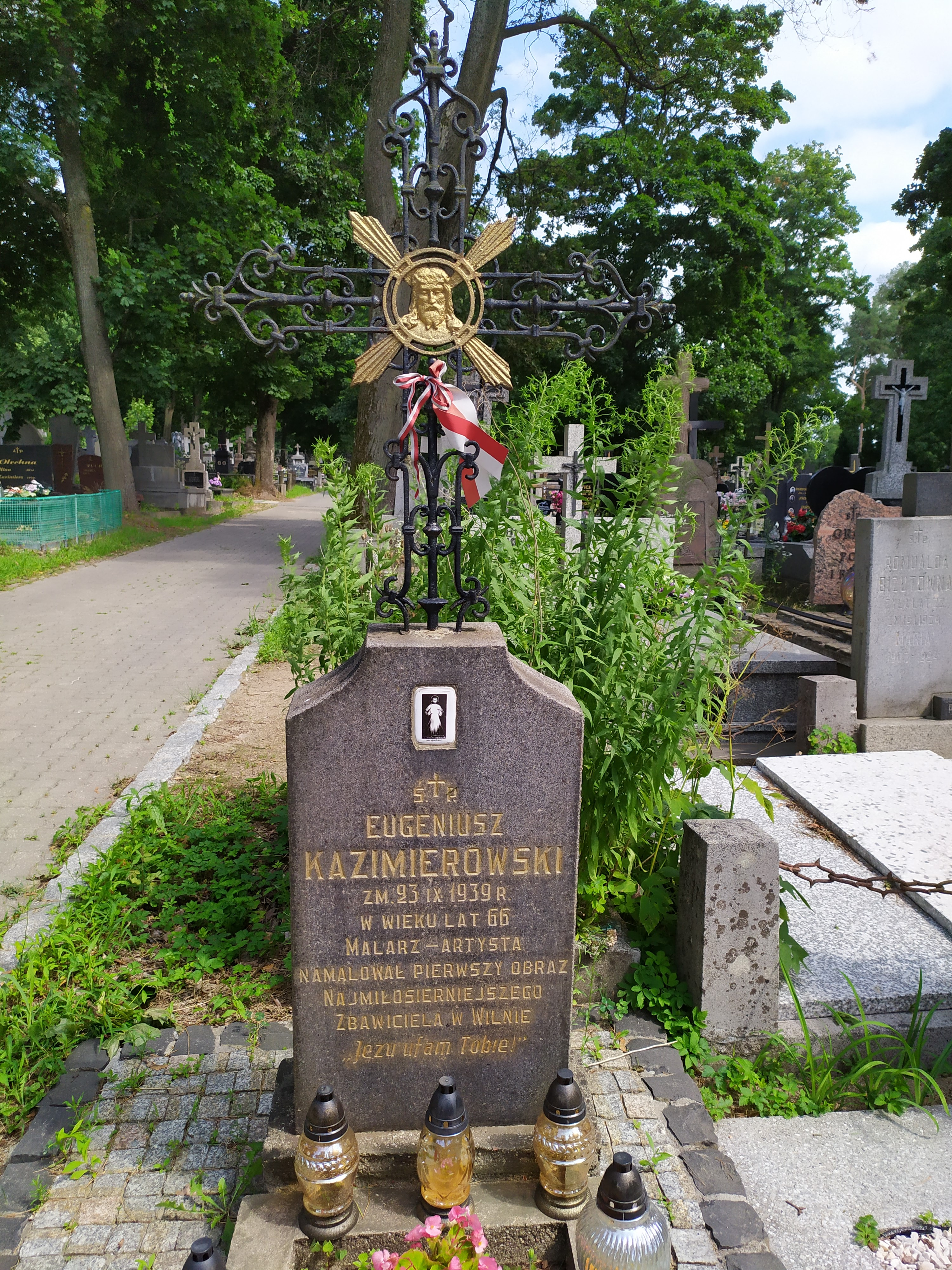
Grób Eugeniusza Kazimirowskiego – cmentarz Farny w Białymstoku, kw. 31

Do 1914 mieszkał w Krakowie. Często wyjeżdżał, podejmując się prac zarobkowych, m.in. w Wilnie i Lwowie. Letnie miesiące spędzał w wiejskich posiadłościach u przyjaciół na Ukrainie i Wileńszczyźnie, malując pejzaże i portrety. Od 1915 był wieloletnim nauczycielem seminarium nauczycielskiego w Wilnie i dekoratorem teatralnym w Teatrze Wielkim i Teatrze Polskim tamże. Należał do Wileńskiego Towarzystwa Artystów Plastyków.
Był bardzo aktywny twórczo. Ze szczególnym upodobaniem malował portrety i pejzaże, obrazy religijne i kościelne polichromie, ale też zatrudniał się jako dekorator teatralny. Dużą popularnością cieszyły się jego widoki Wilna. Był też działaczem Wileńskiego Towarzystwa Krajoznawczego, które miało siedzibę w klasztornym skrzydle kościoła św. Michała. Pracownia i niewielkie mieszkanie artysty mieściły się przy ul. Rossy 6 (obecnie ul. Rasų 4A). Drugą część budynku zajmował ksiądz Michał Sopoćko,  spowiednik siostry Faustyny, która od 1933 przebywała w Zgromadzeniu Sióstr Matki Bożej Miłosierdzia na Antokolu.
W 1934 w jego pracowni powstał pierwszy obraz Jezusa Miłosiernego Jezu ufam Tobie. Ksiądz Sopoćko poprosił artystę o pomoc w malarskim zrealizowaniu widzeń Faustyny. Malarz zaczął malować obraz w styczniu 1934 roku i zakończył nad nim pracę w czerwcu tegoż roku.
Od 1936 mieszkał w Białymstoku. W grudniu 1937 wziął udział w wystawie zbiorowej plastyków białostockich zorganizowanej w Publicznej Szkole Dokształcającej Zawodowej, na której wystawił 85 prac: pejzaży, pasteli i kompozycji religijnych. 21 marca 1939 został prezesem Zarządu Oddziału Polskiego Towarzystwa Krajoznawczego w Białymstoku. Pełnił też funkcję dyrektora Związku Propagandy Turystycznej.
Zgodnie z zapisem w kościelnej księdze zgonów parafii farnej w Białymstoku, zmarł 23 września 1939 z powodu zapalenia płuc. Został pochowany dwa dni później – 25 września 1939 – na cmentarzu parafialnym w centralnej części nekropolii.

## Twórczość
Jest postrzegany jako przedstawiciel konserwatywnej szkoły malarstwa. Ukazywał sztukę „starą, bardzo staranną w rysunku i bardzo ostrożną w kolorze”. W jego obrazach „odbijały się czasy przedimpresjonistyczne”, m.in. w dziele namalowanym w połowie 1937, przedstawiającym widok na wieżę białostockiej fary. Pierwotnie nosiło tytuł: Lato, który został zmieniony na Werandę w pałacu Branickich. Obraz trafił do zbiorów prezydenta Białegostoku Seweryna Nowakowskiego.
Prace białostockie artysty zaginęły po jego śmierci w 1939. Dorobek malarski pozostawiony w Krakowie i Lwowie zaginął w czasie II wojny światowej. Zachowało się tylko kilka obrazów z okresu wileńskiego.

## Ordery i odznaczenia
- Złoty Krzyż Zasługi[3]

## Uwaga
1. ↑  Istnieją niczym niepotwierdzone pogłoski, że Eugeniusz Kazimirowski jakoby zakończył życie śmiercią samobójczą[10].